# Drave de Fladniz
Draba fladnizensis
Espèce
Classification phylogénétique
La drave de Fladniz (Draba fladnizensis), ou drave d'Autriche, est une espèce de plante herbacée vivace du genre Draba qui appartient à la famille des Brassicacées. En France, on la trouve dans les Alpes et les Pyrénées.

## Description
Petite plante haute de 2 à 5 cm ; fleurs blanches minuscules ; pédicelles des fruits glabres. Floraison d'avril à juillet.

## Espèces proches
- Draba dubia dont les pédicelles sont munis de poils étoilés.
- Draba tomentosa dont les pédoncules, pédicelles, fruits et feuilles sont couverts de poils étoilés.